# Enzalutamide
L’enzalutamide est une molécule faisant partie de la classe des antiandrogènes non stéroïdiens.
C'est un inhibiteur des récepteurs des androgènes.
Son nom de code pendant le développement était MDV3100. Cette molécule appartient au laboratoire pharmaceutique japonais Astellas Pharma, filiale du conglomérat Mitsubishi. Elle allonge la survie des patients atteints de cancer métastatique de la prostate avec ou sans chimiothérapie. Il fait de même avec les formes évolutives mais non métastatiques, de la maladie. 
Les effets secondaires principaux sont la fatigue, la diarrhée, les flushs. Des convulsions peuvent parfois survenir.

## Autorisation de mise sur le marché

### En Europe
Enzalutamide bénéficie d'une autorisation de mise sur le marché de l'agence européenne du médicament depuis le 21 juin 2013. Il est commercialisé sous le nom de Xtandi. Cette autorisation a été concédée à Astellas Pharma Europe. Il est présenté sous la forme pharmaceutique d'une gélule dosée à 40 mg de principes actifs. L'indication de l'AMM : traitement chez les malades masculins adultes souffrant d'un cancer de la prostate résistant à la castration. Il est réservé aux malades asymptomatiques ou peu symptomatiques après l'échec d'un traitement aux antiandrogènes et chez qui la chimiothérapie ne s'est pas encore imposée.
Il peut être utilisé dans le traitement du cancer de la prostate métastatique résistant à la castration et chez qui la maladie évolue sous traitement au Docetaxel[source insuffisante]. 
L'autorisation de l'agence européenne a été enregistrée par l'ANSM le 21 juin 2013 et a été déclarée disponible en pharmacie à partir du 1er novembre 2013. La prescription initiale est réservée aux praticiens exerçant à l'hôpital dans les services de cancérologie et d'oncologie médicale[source insuffisante].

#### En France
XTANDI 40 MG, en boîte de 28 capsules molles est remboursée à 100 % par la sécurité sociale sur la base de 2 961,1 € en 2018,.

### Aux États-Unis
L'agence américaine du médicament a approuvé la commercialisation de l'enzalutamide le 31 août 2012 sous le nom de fantaisie de XTANDI par le laboratoire Astellas Pharma US Inc. Le brevet américain numéro 7709517 court jusqu'au 13 août 2027.

## Découverte du médicament
Enzalutamide a été découvert par Charles Sauwyers qui travaille aujourd'hui au centre anticancéreux Sloan-Kettering et par Michael Jung qui est aujourd'hui[Quand ?] à l'université de Californie Los Angeles,.

## Mécanisme d'action
Le cancer de la prostate est un cancer sensible aux androgènes. Il répond à l'inhibition de la voie de signalisation des récepteurs des androgènes. Malgré des taux sériques d'androgènes bas voire indétectables, la voie de signalisation des récepteurs des androgènes continue de favoriser la progression de la maladie. Pour stimuler la croissance des cellules tumorales, le récepteur des androgènes doit pénétrer dans le noyau et se fixer à l'ADN. L'enzalutamide est un inhibiteur puissant de la voie de signalisation des récepteurs des androgènes, qui en bloque plusieurs étapes. L'enzalutamide inhibe de façon compétitive la liaison des androgènes à leurs récepteurs, et inhibe donc la translocation nucléaire des récepteurs activés, et inhibe leur fixation à l'ADN et ce, même en cas de surexpression des récepteurs des androgènes ou dans les cellules cancéreuses résistantes aux antiandrogènes. Le traitement par enzalutamide freine la croissance des cellules prostatiques cancéreuses et peut induire leur apoptose et la régression tumorale. Des études précliniques ont montré que l'enzalutamide n'a pas d'activité agoniste sur les récepteurs des androgènes.